# Ian Burchnall
Ian David Burchnall (Leicester, 11 febbraio 1983) è un allenatore di calcio inglese.

## Carriera

### Gli inizi
Burchnall ha iniziato la propria carriera all'età di 22 anni, all'Università di Leeds. Successivamente, ha lavorato nelle formazioni Academy di Leeds United e Bradford City.
Nel 2012 è stato scelto dal connazionale Brian Deane – nominato per la stagione successiva come allenatore dei norvegesi del Sarpsborg 08, compagine militante in Eliteserien – come suo assistente. Ha ricoperto l'incarico per un biennio.

### Viking
Il 22 ottobre 2014 è stato presentato come nuovo assistente dello svedese Kjell Jonevret al Viking, a partire dal 1º gennaio successivo. Jonevret è rimasto in carica fino al termine dell'Eliteserien 2016.
Burchnall è stato così nominato nuovo allenatore del Viking in data 24 novembre 2016, a partire dal 1º gennaio 2017: l'inglese ha firmato un accordo triennale. Il 3 aprile 2017 ha guidato per la prima volta la squadra in partite ufficiali, in occasione della sconfitta per 1-0 maturata sul campo del Vålerenga in occasione della 1ª giornata del campionato. Il 23 aprile ha vinto la prima partita, con il successo interno per 3-0 sull'Odd.
Il 29 ottobre 2017, a seguito della sconfitta per 3-0 subita sul campo del Tromsø, il Viking è matematicamente retrocesso in 1. divisjon, dopo ventotto stagioni consecutive nella massima divisione del campionato norvegese. A seguito di questo risultato, il 9 novembre è stato esonerato.

### Hødd ed Östersund
A partire dal 10 giugno 2018, è stato per alcuni giorni assistente allenatore dell'Hødd, nella terza serie norvegese, sostituendo temporaneamente il vice tecnico Sander Håskjold Nyland che si era sottoposto a un intervento chirurgico all'anca.
Il 20 giugno, tuttavia, è stato assunto in Svezia come capo allenatore dell'Östersund in Allsvenskan inizialmente per poche giornate, mentre il club continuava a sondare il mercato alla ricerca di un tecnico in pianta stabile. I risultati favorevoli ottenuti nelle prime due partite (vittoria esterna contro l'allora capolista Hammarby e pareggio esterno a Malmö) hanno convinto la dirigenza a confermarlo definitivamente. Nel campionato successivo l'Östersund è riuscito a salvarsi nonostante i problemi finanziari del club e i problemi giudiziari del presidente del consiglio di amministrazione. Il 9 luglio 2020 è stato reso noto che le strade dell'allenatore inglese e dei rossoneri si sarebbero ufficialmente divise a causa di divergenze fra il tecnico e la dirigenza. Nonostante l'esonero fosse già stato reso noto, Burchnall ha comunque accettato di guidare la squadra – in attesa che l'Östersund ufficializzasse il suo sostituto – anche per un'ulteriore partita, vinta l'11 luglio per 1-0 in trasferta sul campo del Falkenberg.

### Notts County
Il 25 marzo 2021 è stato scelto come nuovo allenatore del Notts County. Nel suo primo anno ha condotto i bianconeri al 5º posto in campionato, perdendo la semifinale playoff contro il Torquay Utd.
Nella stagione 2021-2022, dopo un buon avvio in campionato, si stabilizza in alta classifica per chiudere nuovamente al 5º posto: questo piazzamento gli valgono i quarti di finale contro il Grimsby Town, dove viene sconfitto ancora una volta.

### Forest Green Rovers
Il 27 maggio 2022, dopo aver concluso l'esperienza a Nottingham, Burchnall viene nominato allenatore dei Forest Green, vincitori della Football League Two e promossi in Football League One, subentrando a Rob Edwards passato al Watford.